# Monale
Monale är en comune i provinsen provinsen Asti i den italienska regionen Piemonte 30 km sydöst Turin och 11 km nordväst om Asti. Kommunen hade 1 004 invånare (2018) gränsar till följande kommuner: Asti, Baldichieri d'Asti, Castellero, Cinaglio, Cortandone, Maretto, och Villafranca d'Asti.